# Neoholstia
Neoholstia es un género perteneciente a la familia de las euforbiáceas con dos especies de plantas.

## Taxonomía
El género fue descrito por Stephan Rauschert y publicado en Taxon 31: 599. 1982.

## Especies
- Neoholstia sessiliflora (Pax) Rauschert
- Neoholstia tenuiflora (Pax) Rauschert